# Myrmecia forceps
Myrmecia forceps (лат.) — вид примитивных муравьёв Австралии.

## Распространение
Восточная, юго-западная и южная Австралия.

## Описание
Крупные муравьи (около 2 см). Длина рабочих 19—24 мм, самки до 25 мм. Основная окраска коричневая, ноги, мандибулы и усики светлее (желтовато-бурые), брюшко буровато-чёрное. Жвалы длинные многозубчатые. Глаза большие выпуклые, расположены в передней части головы рядом с основанием мандибул. Оцеллии развиты. Нижнечелюстные щупики 6-члениковые, нижнегубные щупики состоят из 4 сегментов. Стебелёк двучлениковый, состоит из петиоля и постпетиоля. Скапус усиков самцов короткий. Крылья с одной маргинальной, тремя субмаргинальными и двумя дискоидальными ячейками. Жало развито. Куколки крытые, в коконе.
Вид был впервые описан в 1861 году немецким энтомологом, врачом, поэтом и фольклористом Юлиусом Рогером (Julius Roger, 1819—1865), а валидный таксономический статус подтверждён входе родовой ревизии в 1951 году австралийским мирмекологом Джоном Кларком (John S. Clark, 1885—1956), Национальный музей Мельбурна).
Включён в состав видовой группы Myrmecia gulosa species group.